# Coux et Bigaroque-Mouzens
Coux et Bigaroque-Mouzens (okzitanisch: Lo Cos, Bigaròca e Mosens) ist eine französische Gemeinde mit 1.234 Einwohnern (Stand: 1. Januar 2022) im Département Dordogne in Nouvelle-Aquitaine (vor 2016 Aquitaine). Sie gehört zum Arrondissement Sarlat-la-Canéda und zum Kanton Vallée Dordogne.
Zum 1. Januar 2016 wurde Coux et Bigaroque-Mouzens als Commune nouvelle aus den bis dahin eigenständigen Kommunen Coux-et-Bigaroque und Mouzens gebildet. Der Verwaltungssitz befindet sich in Coux et Bigaroque.

## Geografie
Coux et Bigaroque-Mouzens liegt etwa 39 Kilometer östlich von Bergerac an der Dordogne.
Nachbargemeinden sind Saint-Chamassy im Norden und Nordwesten, Audrix und Campagne im Norden, Saint-Cyprien im Nordosten, Berbiguières im Osten, Marnac im Osten und Südosten, Siorac-en-Périgord im Süden sowie Le Buisson-de-Cadouin im Westen.

## Gliederung
| Ortsteil                            | ehemaliger INSEE-Code | Fläche (km²) | Einwohnerzahl zum 1. Januar 2017 |
| ----------------------------------- | --------------------- | ------------ | -------------------------------- |
| Coux-et-Bigaroque (Verwaltungssitz) | 24142                 | 19,33        | 987                              |
| Mouzens                             | 24298                 | 08,14        | 233                              |

## Sehenswürdigkeiten

### Coux et Bigaroque
- Kirche Saint-Martin
- Schloss Bigaroque
- Schloss Cazenac
- Herrenhaus Les Bretoux
- Herrenhaus La Carrière
- Herrenhaus Les Constancies
- Herrenhaus Salibourne
- Herrenhaus Le Suquet
- Kartause von La Milhale
- mittelalterliche Brücke

### Mouzens

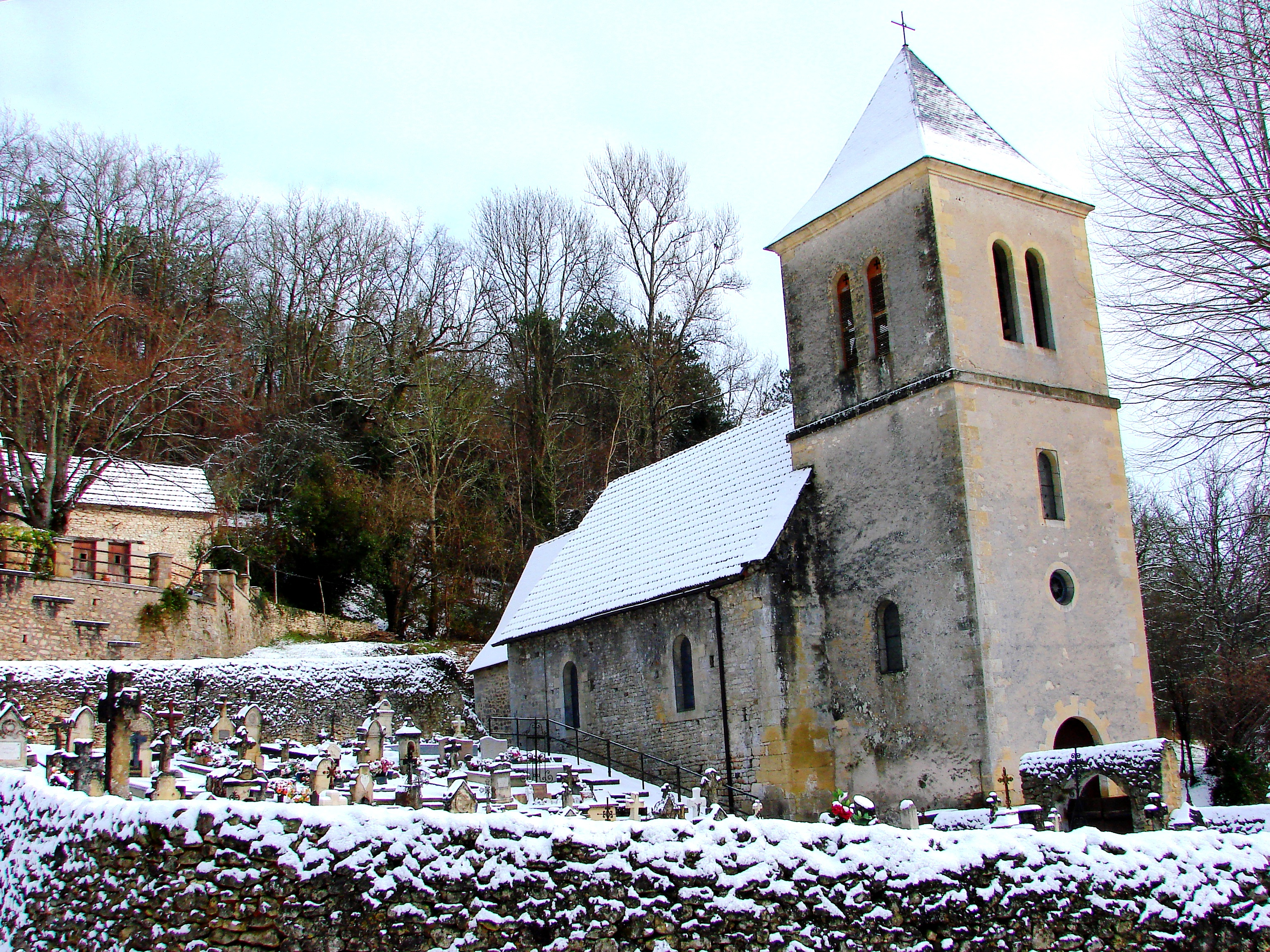
Kirche Notre-Dame-de-l'Assomption
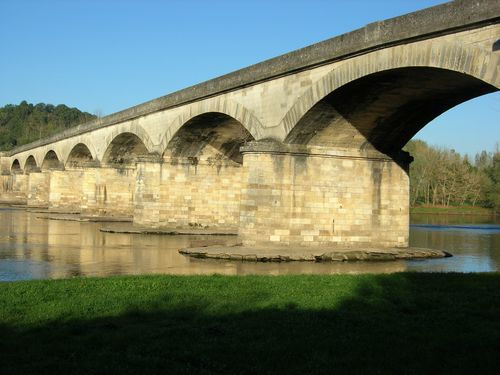
Mittelalterliche Brücke von Coux nach Siorac
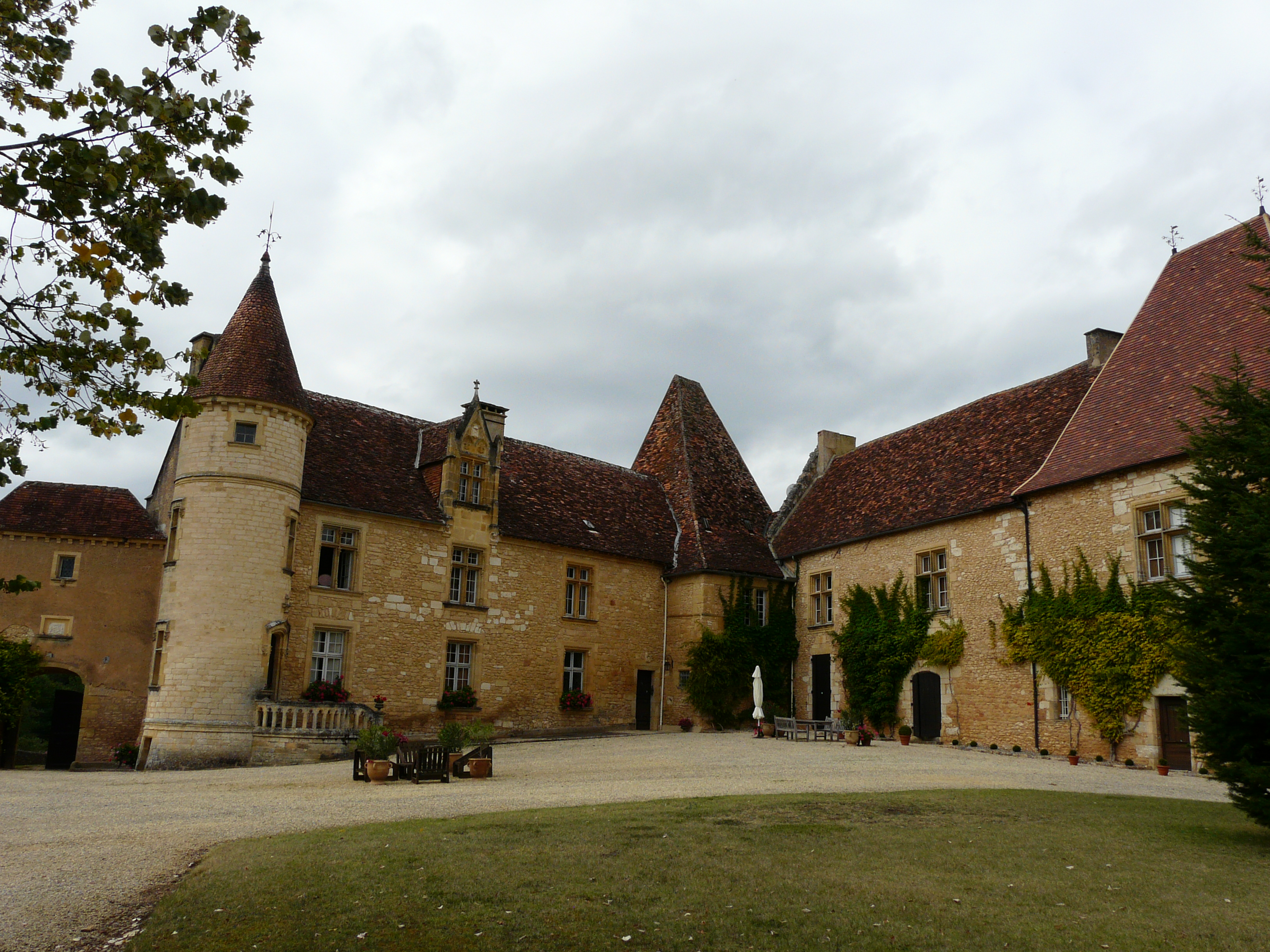
Schloss Monsec

- Kirche Notre-Dame-de-l'Assomption
- Mittelalterliche Brücke von Coux nach Siorac
- Schloss Monsec